# Trentepohlia (Mongoma) spiculata
Trentepohlia (Mongoma) spiculata is een tweevleugelige uit de familie steltmuggen (Limoniidae). De soort komt voor in het Oriëntaals gebied.